# Sörslåtterbergstjärnen
Sörslåtterbergstjärnen är en sjö i Strömsunds kommun i Ångermanland och ingår i Ångermanälvens huvudavrinningsområde.